# モイラ・シアラー
モイラ・シアラー（Moira Shearer, Lady Kennedy, 1926年1月17日 - 2006年1月31日）は、スコットランドのバレエダンサー・女優。

## 略歴
ファイフのダンファームリンで生まれる。本名はモイラ・シアラー・キング（Moira Shearer King）。1941年にデビューし、翌年からサドラーズ・ウェルズ・バレエ団（現ロイヤル・バレエ団）に在籍した。
モイラ・シアラーの名前を世界へ知らしめたのは、イギリス映画『赤い靴』への出演がきっかけであった。
1950年、スコットランドのジャーナリスト・作家のルドヴィク・ケネディと結婚した。夫との間には1男3女が生まれ、幸福な結婚生活を全うする。
1953年、バレエダンサーを引退した。俳優を続けるが、年齢とともにバレエ評論などに軸足を移していき、『デイリー・テレグラフ』誌に執筆もしていた。
2006年、オックスフォードの病院で病没した。

## 映画出演作品
| 公開年 | 邦題 原題                                      | 役名                                 | 備考 |
| ------ | ---------------------------------------------- | ------------------------------------ | ---- |
| 1948   | 赤い靴 The Red Shoes                           | ヴィクトリア・ペイジ                 |      |
| 1952   | ホフマン物語 The Tales of Hoffman              | ステラ／オリンピア                   |      |
| 1953   | 三つの恋の物語 The Story of Three Loves        | ポーラ・ウッドワード                 |      |
| 1955   | 彩られし幻想曲 The Man Who Loved Redheads      | シルヴィア／ダフネ／オルガ／コレット |      |
| 1960   | 血を吸うカメラ Peeping Tom                     | ヴィヴィアン                         |      |
| 1961   | ブラック・タイツ 1-2-3-4 ou Les Collants noirs | ロクサナ                             |      |

## 参照
1. ↑  Obituary in New York Times, 2 Feb. 2006